# Lào Cai (Provinz)
Die vietnamesische Provinz Lào Cai liegt in Vùng Tây Bắc, der Nordwestregion Vietnams im nördlichen Landesteil Bắc Bộ. Der Name der Provinz (vietn.: Tỉnh) Lào Cai, Ausspracheⓘ, chinesisch 老街省, bedeutet etwa „Gebiet der alten Straßen“. Hauptstadt und Namensgeber der Provinz ist die Provinzstadt (thành phố trực thuộc tỉnh) Lào Cai.
Landschaftlich und historisch geprägt wird Lào Cai durch die Hoàng-Liên-Sơn-Gebirgskette, den Oberlauf des Roten Flusses und die Grenzlage zu China. Die geografischen Gegebenheiten stellten jahrhundertelang eine Einfallsschneise für chinesische Feldzüge und Okkupationen dar, zuletzt im sog. „Bestrafungskrieg“ (auch: Erziehungsfeldzug) Chinas im Jahr 1979. Die Situation in Lao Cai war politisch und militärisch immer bedeutungsvoll für das Land Vietnam. Das wirtschaftliche Gewicht war außerhalb der Holzwirtschaft eher gering, da die Provinz, bedingt durch ihre Geografie, wenig geeignet war für den Reisanbau.
Mittlerweile hat auch hier der Handel mit China stark zugenommen, vor allem aber schreibt der Tourismus seit den 1980er Jahren eine Erfolgsgeschichte. Neben der grandiosen Landschaft ist die Provinz durch die kulturelle Vielfalt der in der Region lebenden ethnischen Minderheiten attraktiv, die ihr Brauchtum weitgehend isoliert von der vietnamesischen Staatskultur bewahren konnten, und deren Eigenheit mittlerweile auch staatlich gefördert wird.

## Namensherkunft
Der Begriff Lào Kay wurde von der französischen Kolonialverwaltung verwendet und von den Vietnamesen Lào Cai ausgesprochen. In der Schreibweise Lào Cai ist der Begriff seit November 1950 offizielle Bezeichnung der Stadt.
Eine der Theorien für den Ursprung dieses Namens ist Folgende: auf dem Gebiet des heutigen Stadtteils Cốc Lếu bestand ein alter Marktflecken, aus dem eine Handelsstadt entstand, die Lão Nhai genannt wurde (老街, heute Phố Cũ, Altstadt). "Lão" oder "Lạo" ist der Name einer ethnischen Gruppe, und Lão Nhai wird in der Bedeutung "Stadt der Lão/Lạo" gesehen. Lao Kaù hieß ein Kanonenboot, mit dem der Abenteurer und Händler Jean Dupuis im Januar 1873 auf dem Roten Fluss eine Marine-Expedition in die chinesische Provinz Yunnan unternahm. Laut dem Historiker Đào Duy Anh war dieser Name von Lão Nhai abgeleitet. Von Lao Kaù sollen die Franzosen dann wiederum auf ihren Dokumenten und Landkarten die Schreibweise Lào Kay abgeleitet haben.

## Lage und Klima

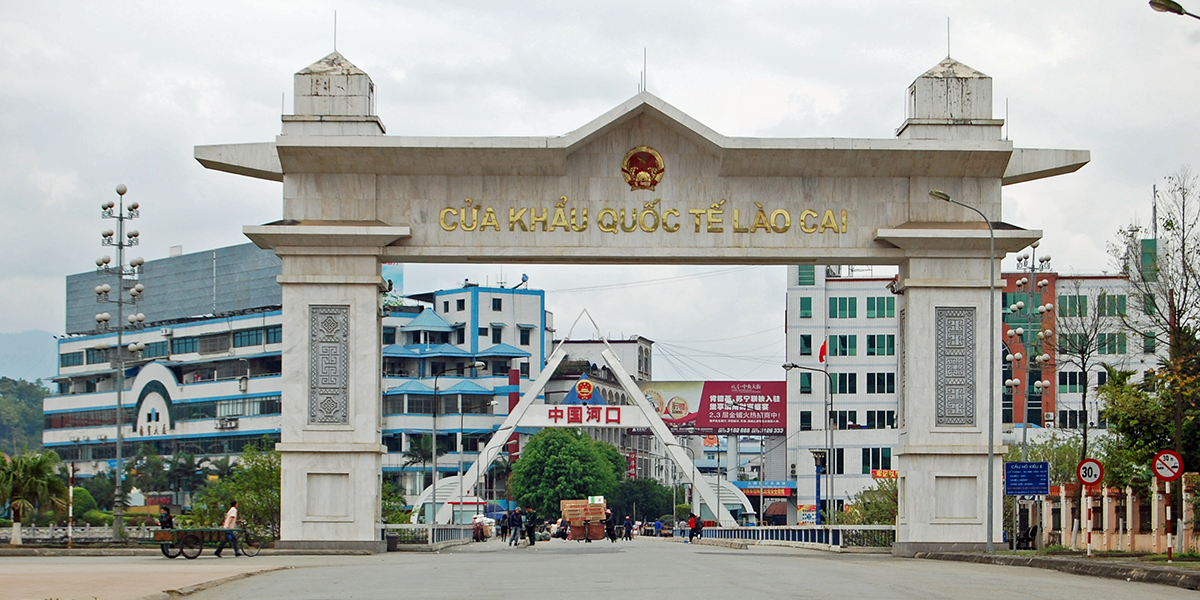
Grenzübergang nach China, Blick von Lào Cai nach Hékǒu

Die Provinz liegt 300 km nordwestlich der Hauptstadt Ha Noi beidseits der Talebene, durch die der Rote Fluss (vietnamesisch Sông Hồng oder Hồng Hà) südöstlich fließt. Folgende vietnamesische Provinzen grenzen an Lào Cai: im Westen Lai Châu, im Süden Yên Bái und Sơn La sowie im Osten Hà Giang. Die chinesischen Bezirke Honghe, Pu’er und Xishuangbanna der Provinz Yunnan schließen sich im Norden an.
Die Provinzhauptstadt Lào Cai liegt direkt an der Grenze zu Honghe gegenüber der chinesischen Stadt Hékǒu Yáozú (chinesisch 河口镇, vietn. Hà Khẩu) an der Mündung des Nậm Thi bzw. Nam Ti (chinesisch 南溪河, Nanxi He) in den Roten Fluss. Den kaum schiffbaren Abschnitt des Roten Flusses von der Grenze bis Việt Trì nennen die Vietnamesen auch Sông Thao. Der zweitgrößte Fluss der Provinz Sông Chẩy fließt nordöstlich parallel zum Roten Fluss. 107 Flüsse und Bäche mit einer Länge ab zehn km durchfließen die Provinz, die eine Vielzahl kleiner und mittlerer Wasserkraftanlagen antreiben.
Das Klima ist vielfältig. In den niedrigen Gegenden herrscht tropisches Klima bei durchschnittlichen Temperaturen von 22 bis 24 °C. In den über 700 m hohen Gegenden ist das Klima halbtropisch und mild mit einer durchschnittlichen Temperatur von 18 bis 28 °C. Vor allem in Sa Pa kann die Temperatur unter den Gefrierpunkt fallen und es kann schneien. Dort mutet das Klima fast mitteleuropäisch an.
Die Region ist immer wieder von schweren Tropenstürmen (Taifunen), Überschwemmungen und Erdrutschen betroffen. So wurden im August 2008 durch den Taifun „Kammuri“ zahlreiche Dörfer von der Umgebung abgeschnitten, Gebäude zerstört und die Ernte vernichtet.

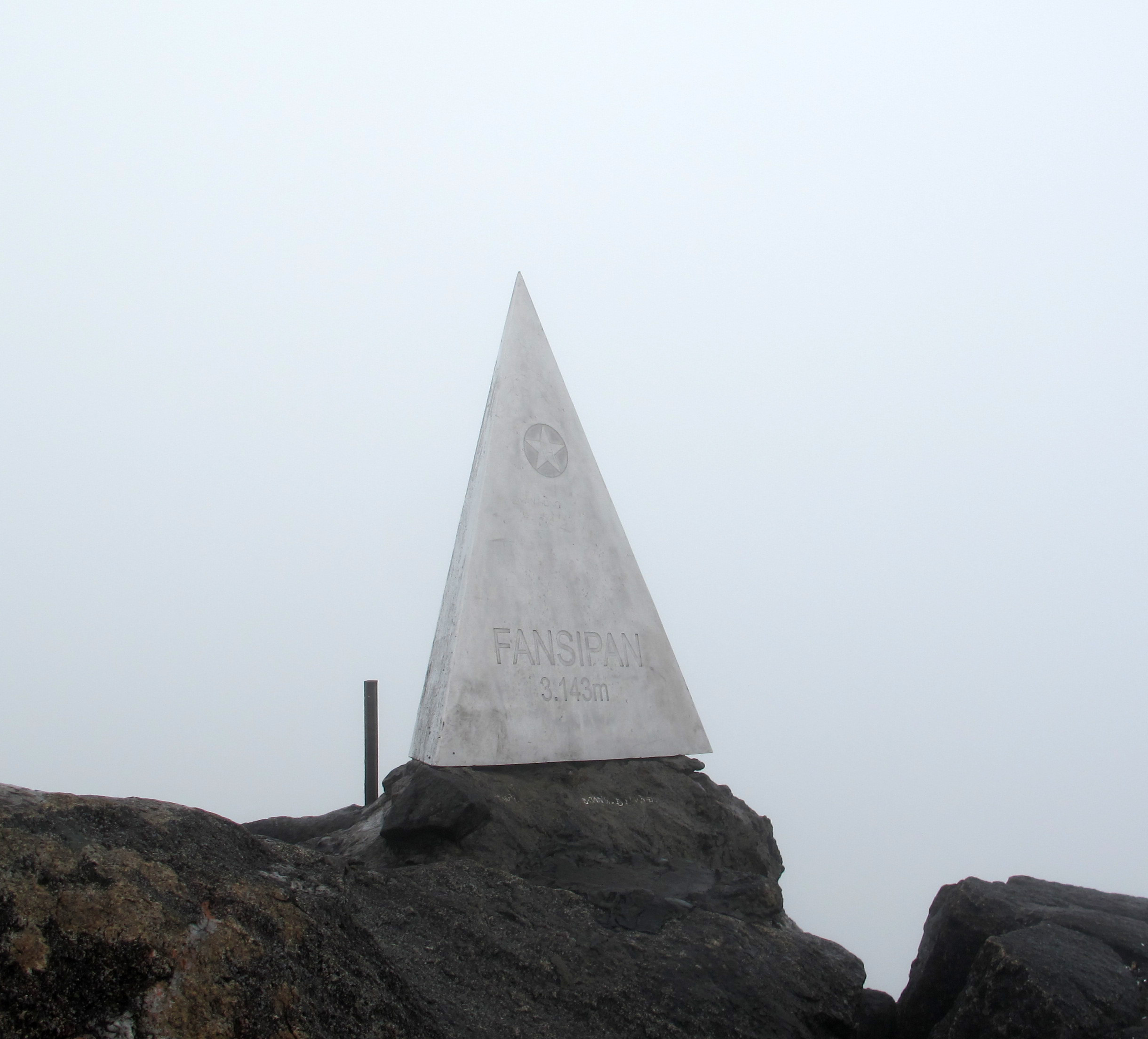
Auf dem Gipfel des Fansipan

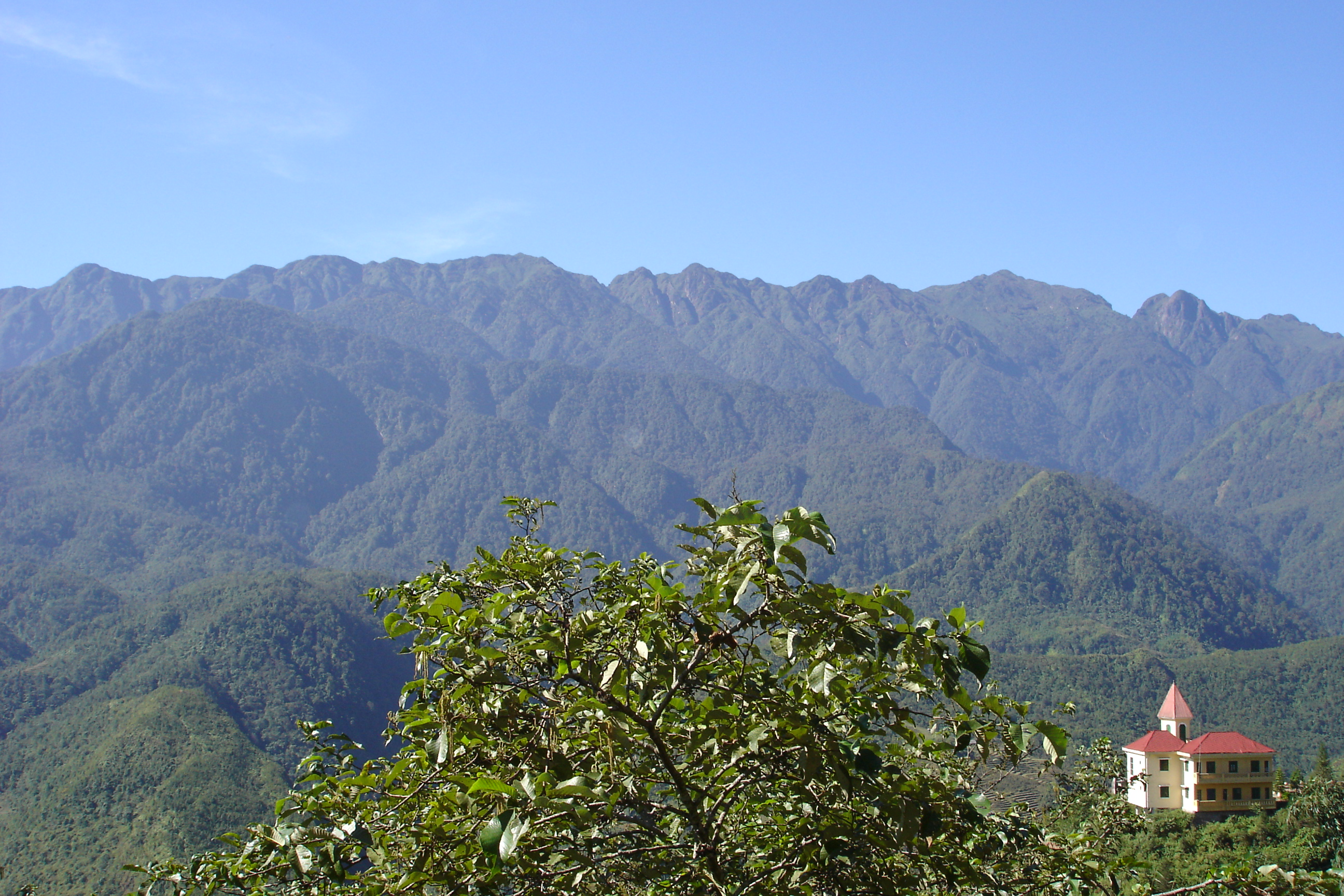
Das Hoàng Liên Sơn-Gebirge

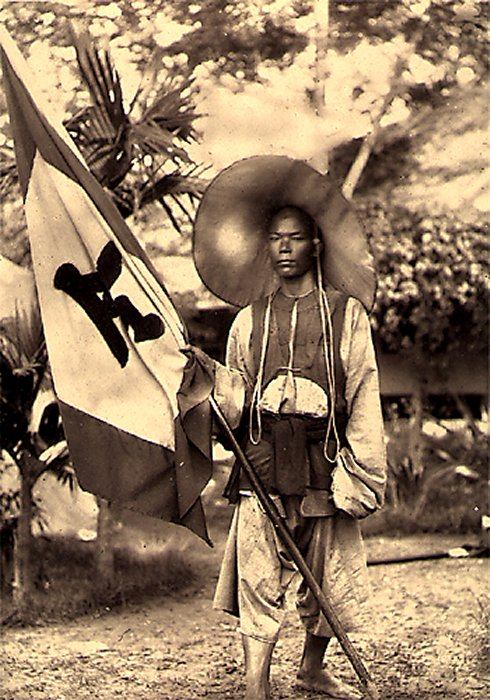
Soldat der Schwarzflaggen 1885

Logo der Provinz Lào Cai

### Landschaften
Die Topographie der Provinz wurde vor 50–60 Millionen Jahren geprägt.
Die Hoàng Liên Sơn-Gebirgskette, auch „Dach Indochinas“ oder vietnamesisches Yunnan-Gebirge genannt, verläuft in nordwestlicher Richtung. Hier ist seit 1986 ein Naturreservat eingerichtet (2003 vom „World Conservation Monitoring Centre“ des UNEP bestätigt) und seit 2002 der Nationalpark Hoàng Liên. In der Nähe des Phan-xi-păng (auch: Fan Si Pan), mit 3143 m der höchste Berg Vietnams, liegt in 1600 m Höhe der Ort Sa Pa. Dort errichteten die Franzosen 1880 eine Bergstation und 1913 ein Militär-Sanatorium. Die Ortschaft wurde bis 1922 ausgebaut und als Erholungsort genutzt.
Weiterhin landschaftlich reizvoll sind das Steinfeld im Muồng Hoa-Tal bei Sa Pa mit fast 200 Steinblöcken in unterschiedlichen Formen (für das UNESCO-Welterbe vorgeschlagen), sowie der ebenfalls bei Sa Pa gelegene Thác Bạc-Wasserfall (Silber-Wasserfall). Weiterhin lohnen das Bergresort Hàm Rồng, der Trạm Tôn-Pass („Himmelstor“), die Mường Vi-Höhle und der Bach Cốc San mit seinem Wasserfall einen Besuch. In der Höhle beim Dorf Tả Phìn gibt es zahlreiche Steinblöcke in unterschiedlichsten Formen.
Die Landschaft wird neben den Gebirgen von großen Wäldern dominiert, die noch zu 82 % Naturwald sind. Die Angaben über die Gesamtwaldfläche schwanken zwischen 278.907 Hektar, also über 43 % der Provinz-Fläche, und 307.573 Hektar, 48 % der Provinz-Fläche. Es gibt über 2000 registrierte Pflanzenarten, wovon 9 Arten, wie die Laubbaum-Art Altingia poilanei, ausschließlich im Gebiet um Sa Pa zu finden sind.
Von den zurzeit 442 registrierten Arten der vielfältigen Tierwelt existieren 60 nur in der Provinz Lào Cai.

## Geschichte
Die Region Lào Cai wurde als Folge der Vertreibung des Volkes der Việt/Kinh aus den Steppen Innerasiens nach Süden, Teil der Vorläufer des heutigen Staates Vietnam. 1463 wurde Lào Cai Hauptstadt der nördlichsten Provinz Hưng Hóa des Kaiserreichs Đại Việt unter Kaiser Lê Thánh Tông.
1868 nahmen die Schwarzflaggen-Partisanen (Pavillons noirs), Reste der nach der Niederschlagung des Taiping-Aufstandes 1864 aus Süd-China vertriebenen Rebellenarmee, unter Lưu Vĩnh Phúc (chinesisch 劉永福, Pinyin Liú Yǒngfú) Lào Cai nach fast einjähriger Belagerung ein. Sie terrorisierten die Bevölkerung, als allerdings die Franzosen entlang des Roten Flusses nach Norden vorstießen und ihre Stellungen bedrohten, liefen die „Schwarzflaggen“ zu den Vietnamesen über und gehörten, als „Hakki“ und „Whangki“ organisiert, mit der vietnamesischen Cần-Vương-Bewegung zu den entschiedensten Gegnern der Franzosen bei der Okkupation Vietnams.
Für die Kolonialmacht Frankreich war die Region des nördlichen Tonkin wegen der militärstrategisch wichtigen Lage, aber auch für den Handelsverkehr mit China interessant. Von 1873 bis 1886 kämpfte Frankreich mit China und den „Schwarzflaggen“ um die Region, seit 1881 in einem dauerhaften Konflikt. 1883 wurde Tonkin französisches Protektorat und 1887 Teil der Indochinesischen Union. Erst 1889 nahmen die Franzosen Lào Cai ein. Die „Schwarzflaggen“ agierten noch bis Ende des 19. Jahrhunderts als Räuberbanden in den Bergen. Am 12. Juli 1907 wurde die Provinz Lào Kay offiziell vom Generalgouverneur Indochinas gegründet. Die aktuelle Schreibweise des Namens wurde 1950 in der jungen Demokratischen Republik Vietnam offiziell.
Immer wieder litt die Provinz unter bewaffneten Grenzstreitigkeiten mit der Volksrepublik China. So übertraten nach dem Einmarsch vietnamesischer Truppen nach Kambodscha am 25. Dezember 1978 und dem Sturz des Regimes der Roten Khmer im Februar 1979 chinesische Truppen die Grenze. Nach dreiwöchigen Gefechten, in deren Verlauf die Stadt Lào Cai stark zerstört wurde, erklärten sich beide Parteien zum Sieger dieses von China „Erziehungskrieg“ genannten Chinesisch-Vietnamesischen Krieges. Der Grenzübergang und der Hafen auf der Seite von Hékǒu blieben bis 1993 geschlossen.

## Demographie und administrative Gliederung
Gemäß der Bevölkerungsstatistik von 2009 hatte Lào Cai 614.595 Einwohner, davon lebten 129.123 (21 %) in Städten. 241.274 (39,3 %) waren jünger als 18 Jahre, 35.636 (5,8 %) 60 Jahre und älter.
212.528 Einwohner (34,6 %) waren ethnische Vietnamesen (auch Việt oder Kinh genannt). Daneben sind in Vietnam 53 ethnische Minderheitengruppen staatlich anerkannt, von denen mehr als 20 in Lào Cai vertreten sind, hauptsächlich Hmong (23,8 %), Tày (15,3 %), Yao/Dao (14,4 %), Giáy (4,7 %) und Nung (4,2 %). Daneben gibt es beispielsweise kleinere Gruppen der Phù Lá und Thái. Das Dorf Lao Chải ist die Heimat der Hà Nhì Den, der „Schwarzen Hani“, der kleinsten Volksgruppe in Vietnam. Die Vietnamesen lebten zum größeren Teil in Städten (wo sie auch die klare Mehrheit der Bevölkerung stellten), alle anderen Volksgruppen überwiegend auf dem Land.
Die Frage, ob die Provinz der Nordwestregion Vùng Tây Bắc angehört, wird nicht ganz eindeutig gehandhabt. Gelegentlich wird sie auch der Nordostregion Vùng Đông Bắc zugeordnet oder der Rote Fluss, der mitten durch die Provinz fließt, wird als Grenze zwischen den Regionen angesehen. Der ISO-3166-2-Code für Lào Cai ist VN-02. Die Telefon-Vorwahl ist +84 (0) 20, die Postleitzahl 19 und das Kfz-Kennzeichen 24.
Die Provinz ist in die Hauptstadt (Thành phố) Lào Cai und folgende acht Landkreise bzw. Bezirke gegliedert: Bắc Hà, Bảo Thắng, Bảo Yên, Bát Xát, Mường Khương, Sa Pa, Si Ma Cai und Văn Bàn. Die Bezirke sind in 144 Gemeinden aufgeteilt. In der Provinz gibt es mit der Hauptstadt 11 Städte.
| Name         | Typ der Gliederung                       | Bevölkerung (2003) | Fläche (km²) | Städte (huyện lỵ od. thị trấn) – fett und Gemeinden (xã) |
| ------------ | ---------------------------------------- | ------------------ | ------------ | --- |
| Lào Cai      | Provinzstadt (thành phố trực thuộc tỉnh) | 94.192             | 221,5        | 12 Stadtteile (phường): Lào Cai, Phố Mới, Duyên Hải, Cốc Lếu, Kim Tân, Pom Hán, Bắc Lệnh, Thống Nhất, Xuân Tăng, Bắc Cường, Nam Cường, Bình Minh. Fünf Gemeinden: Vạn Hòa, Đồng Tuyển, Cam Đường, Tả Phời, Hợp Thành.                                     |
| Bắc Hà       | Landkreis (huyện)                        | 48.988             | 680          | Bắc Hà, Bản Phố, Bản Liền, Bản Già, Bảo Nhai, Bản Cái, Cốc Ly, Cốc Lầu, Nậm Mòn, Nậm Khánh, Nậm Đét, Na Hối, Lầu Thí Ngài, Lùng Phìn, Lùng Cải, Tả Củ Tỷ, Tả Van Chư, Tà Chải, Thải Giàng Phố, Hoàng Thu Phố, Nậm Lúc.                                    |
| Bảo Thắng    | Landkreis (huyện)                        | 107.174            | 674          | Phố Lu, Phong Hải, Tằng Loỏng, Phú Nhuận, Phố Lu, Sơn Hà, Trì Quang, Xuân Quang, Phong Niên, Xuân Giao, Gia Phú, Sơn Hải, Thái Niên, Bản Cầm, Bản Phiệt.                                                                                                  |
| Bảo Yên      | Landkreis (huyện)                        | 73.924             | 821          | Phố Ràng, Long Khánh, Long Phúc, Việt Tiến, Lương Sơn, Yên Sơn, Xuân Thượng, Minh Tân, Bảo Hà, Cam Con, Kim Sơn, Điện Quan, Thượng Hà, Tân Dương, Xuân Hòa, Vĩnh Yên, Nghĩa Đô, Tân Tiến.                                                                 |
| Bát Xát      | Landkreis (huyện)                        | 62.477             | 1050         | Bát Xát, Cốc San, Tòng Sanh, Phìn Ngan, Quang Kim, Bản Qua, Mường Vị, Bản Vược, Bản Xèo, Pa Cheo, Nậm Pung, Trung Lènh Hồ, Mường Hum, Dền Thàng, Sáng Ma Sáo, Dền Sáng, Cốc Mỳ, Y Tý, Ngải Thầu,A Lù, A Mú Sung, Nậm Chạc, Trịnh Tường.                   |
| Mường Khương | Landkreis (huyện)                        | 48.242             | 552          | Mường Khương, Lào Ca, Cao Sơn, Bản Lầu, Nậm Chảy, Tung Chung Phố, Tả Gia Khâu, Pha Long, Dìn Chin, Tả Ngải Chồ, Thanh Bình, Bản Sen, Lùng Khấu Nhin, La Pan Tẩn, Nấm Lư, Tả Thàng, Lùng Vai.                                                              |
| Sa Pa        | Landkreis (thị xã)                       | 42.095             | 677          | Sa Pa, Hầu Thào, Bản Phùng, Tả Phìn, Nậm Sài, Thanh Phú, Sa Pả, Lao Chải, Trung Chải, San Sả Hồ, Thanh Kim, Bản Hồ, Sử Pán, Suối Thầu, Tả Van, Bản Khoang, Tả Giàng Phình, Nậm Cang.                                                                      |
| Si Ma Cai    | Landkreis (huyện)                        | 25.554             | 241          | Si Ma Cai, Thào Chư Phìn, Bản Mế, Sán Chải, Lùng Sui, Mản Thẩn, Cán Hồ, Sín Chéng, Lử Thẩn, Quan Thần Sán, Cán Cấu, Nàn Sín, Nàn Sán. |
| Văn Bàn      | Landkreis (huyện)                        | 73.183             | 557,5        | Khánh Yên, Văn Sơn, Võ Lao, Tân An, Tân Thượng, Nậm Mả, Nậm Rạng, Nậm Tha, Liêm Phú, Chiềng Ken, Sơn Thủy, Khánh Yên Hạ, Khánh Yên Trung, Khánh Yên Thượng, Làng Giàng, Hòa Mạc, Dần Thàng, Dương Qùy, Nậm Chày, Thẳm Dương, Minh Lương, Nậm Xây, Nậm Xé. |

## Infrastruktur
Die wichtigsten Orte der Provinz sind Bát Xát, Lào Cai, Mường Khương und Sa Pa.
Die Schmalspur-Bahnstrecke der Yunnan-Bahn führt von Hải Phòng und Hanoi über Lào Cai durch die südwestchinesische Provinz Yunnan bis in das 440 km nördlich gelegene Kunming und wurde 1901 bis 1910 von den Franzosen erbaut. Da das touristisch wichtige Dorf Sa Pa von Lào Cai in einer Autostunde erreicht werden kann, hängt das Hotel „Victoria Sapa“ für seine Gäste mehrmals in der Woche historische Luxuswaggons an den Nachtzug von Hanoi an. Bei geringer Auslastung können diese als Victoria Express bezeichneten Wagen auch von Nichthotelgästen benutzt werden. Die Fahrtzeit beträgt ca. 10 Stunden. Zwischen der Stadt Lào Cai und Sa Pa verkehren regelmäßig kleine Busse.
Der Personen-Bahnverkehr zwischen Lào Cai und Hekou ist seit 2003 aus Sicherheitsgründen eingestellt. Bis 2015[veraltet] will die chinesische Regierung eine neue Normalspurtrasse von Kunming bis Lào Cai bauen, an die auf vietnamesischer Seite das Yen Vien-Lao Cai Railway Upgrading Project anschließen soll.
Lào Cai liegt an der vietnamesischen Nationalstraße Nr. 70, die die Provinz mit den südöstlich gelegenen Zentren, der Hauptstadt Hanoi und der Hafenstadt Hải Phòng verbindet. Es ist geplant, die Nationalstraße weitgehend parallel zur Yunnan-Bahn zu einer Mautautobahn bis Hải Phòng auszubauen (Noi Bai – Lao Cai Expressway oder Highway, nach dem Flughafen von Hanoi, Nội Bài). Später soll diese Autobahn von Hékǒu bis Kunming weitergeführt werden.
Der chinesische Flughafen von Wenshan (IATA: WNH, ICAO: ZPWS) ist gut 100 km entfernt. Die nächstgelegenen vietnamesischen Zivilflughäfen sind der Nà Sản-Flughafen in Sơn La (IATA: SQH, ICAO: VVNS), der Điện Biên Phủ Airport (viet.: Sân bay Điện Biên Phủ, IATA: DIN, ICAO: VVDB), etwa 260 Straßen-Kilometer südwestlich, gefolgt vom internationalen Flughafen Hanoi, 300 km südöstlich. Der ursprünglich zwischen 2010 und 2015 geplante Baubeginn für einen eigenen Inlandsflughafen für Regionalmaschinen wurde auf unbestimmte Zeit verschoben. Vor Ort wird von einem Start eventuell nach 2015[veraltet] gesprochen.
Der Oberlauf des Roten Flusses ist wegen zahlreicher Stromschnellen kaum schiffbar, und deshalb nicht als Transportweg geeignet.
Am 26. September 2008 wurde im Rahmen des Schwerpunktes Gesundheitswesen der deutsch-vietnamesischen Entwicklungszusammenarbeit Krankenhausausstattung im Wert von 1.900.000 Euro für das Provinzkrankenhaus Nr. 1 in Lao Cai übergeben.

## Handwerk und Wirtschaft
Lao Cai gehört, mit anderen Provinzen des nördlichen Hochlandes wie Lai Châu, zu den ärmsten Regionen Vietnams. Traditionelle Wirtschaftszweige wie die Forstwirtschaft, vor allem Erzeugung und Handel von Bauholz, und die Landwirtschaft bleiben wichtig, aber es wird zunehmend versucht, ausländische Investitionen zu fördern, so in den industriellen Clustern in Tằng Loỏng – Bảo Thắng, Đông Phố Mới und Bắc Duyên Hải, die 2010 zum Lao Cai Industrial Park zusammengefasst wurden.
Der Abbau von Bodenschätzen spielt wirtschaftlich eine große Rolle: in der Provinz werden über 30 Mineralien-Arten in 150 Minen und Bergwerken abgebaut, so wie Apatit im Bergwerk Công ty A-pa-tít mit geschätzt 2,5 Milliarden t Reserve, Erz in Quý Xa mit Reserven von 124 Mio. t, Kupfer in der Mine Sin Quyền mit 53 Mio. t Reserve und Molybdän in der Ô Quy Hồ-Mine mit 15.400 t Reserven. Ein Beispiel für ansässige Industrie ist das Carbide(Karbid)-Werk.
Im Nachbarort Hékǒu ist seit September 1992 der Industrie- und Handels-Park Yunnan Hekou Border Economic Cooperation Zone (Hekou BECZ) als chinesische Investitionszone vom Typ Grenzhandels-Region eingerichtet, und der Grenzübergang gehört zu den dreien, wo der Übertritt zwischen China und Vietnam für Ausländer möglich ist (Stand Frühjahr 2010).
So sind der grenzüberschreitende Handel und der Tourismus stetig wachsende Einnahmequellen. Während der Weltwirtschaftskrise 2008/2009 stieg das BIP um 11 %, für 2007 wird das BIP pro Kopf mit etwa 400 US$ angegeben.

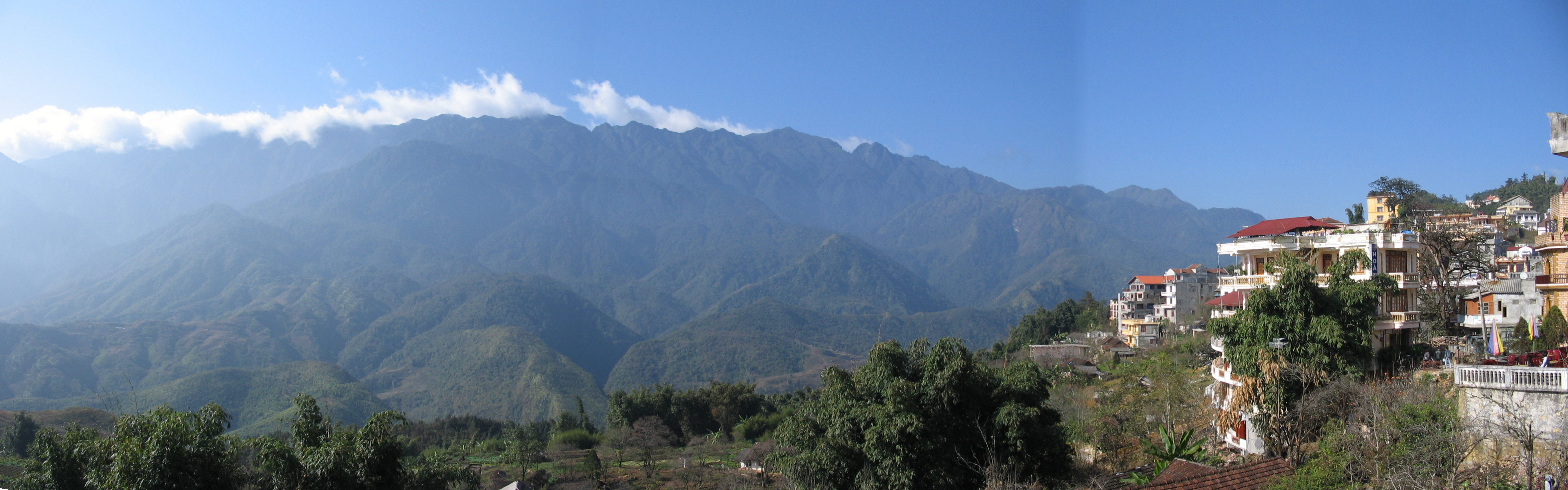
Panorama bei Sa Pa

### Tourismus
In der Provinz hat Sa Pa die größte Anziehungskraft für touristische Aktivitäten, aber auch die Attraktivität von Bắc Hà wird immer wieder hervorgehoben. Im 1. Quartal 2010 hatte der Bezirk 87.000 Besucher, davon ein Drittel Ausländer.
Typische Ziele für touristische Programme in Lào Cai sind die traditionellen Märkte der ethnische Minderheiten: bekannt ist der Nachtmarkt Chợ đêm in Sa Pa, ebenfalls dort sonntagvormittags der Markt Chợ tình, der als traditionelle Gelegenheit für Liebespaare gilt, sich zu treffen, sowie der samstags stattfindende „Liebesmarkt“ der H'Mong-Minderheit in Cán Cấu.
Jeden Sonntag findet der „Markt der Völker“ in Bắc Hà statt und bietet ein überaus buntes Bild, da die unterschiedlichsten Minderheiten der Region dabei zusammenkommen. Der Markt ist zwar auch ein gerne besuchtes touristisches Ziel, Ausländer werden aber bei weitem nicht so offensiv zum Kauf von Souvenirs aufgefordert wie in Sa Pa. Ebenfalls beliebt ist der Markt in Mường Hum.
Durch die große Zahl von Bevölkerungsgruppen werden in der Provinz im Durchschnitt zwei große, überregional bekannte Feste im Monat gefeiert, wie beispielsweise das Nhiang chằm đao-Fest (wörtlich: Spring-Fest) der Yao, das Gàu Tào-Fest der H’Mông, das Lồng tồng-Fest der Tày oder das Roóng Poọc-Fest der Giáy.
Auch traditionelle Handwerksdörfer der ethnischen Minderheiten sind attraktive Ziele von touristischen Ausflügen. Im Dorf Tả Phìn verrichtet die lokale Minderheit beispielsweise Webarbeiten mit Brokatstoff (Thổ cẩm). Die Dörfer Tả Van, Bản Hồ und Cát Cát, in dessen Zentrum ein Wasserfall sprudelt, sind ebenfalls beliebte Ausflugsziele.
Sehenswerte Bauwerke sind der im 18. Jahrhundert erbaute Mẫu-Tempel (Đền Mẫu, Muttertempel) am Nậm Thi-Fluss, der Thượng-Tempel (Đền Thượng, Vatertempel), ein großer, im 19. Jahrhundert erbauter Tempel, nahe dem Mẫu-Tempel. In ihm wird der Volksheld General Trần Hưng Đạo aus dem 13. Jahrhundert verehrt. Weiterhin die Cầu Mây (Wolken-Brücke), und der Bảo Hà-Tempel (Đền Bảo Hà), im 17. Jahrhundert erbaut. In ihm wird ông Hoàng Bảy, der Held der Minderheiten, verehrt.
Das Hoàng Yến Chao-Schloss ist eine Mischung östlicher und westlicher Architektur und wurde 1914 bis 1921 errichtet.
Bei Aktivurlaubern sind Trekkingtouren beispielsweise um den Berg Fansipan beliebt. Der Ökotourismus spielt eine wachsende Rolle. Ein bekanntes Beispiel hierzu ist die „Topas Ecolodge“ bei Sa Pa, die in den 1970er Jahren als vietnamesisch-dänisches Joint Venture gegründet wurde und ursprünglich Abenteuertouristen im Hoàng Liên-Gebirge als Herberge diente.

## Galerie

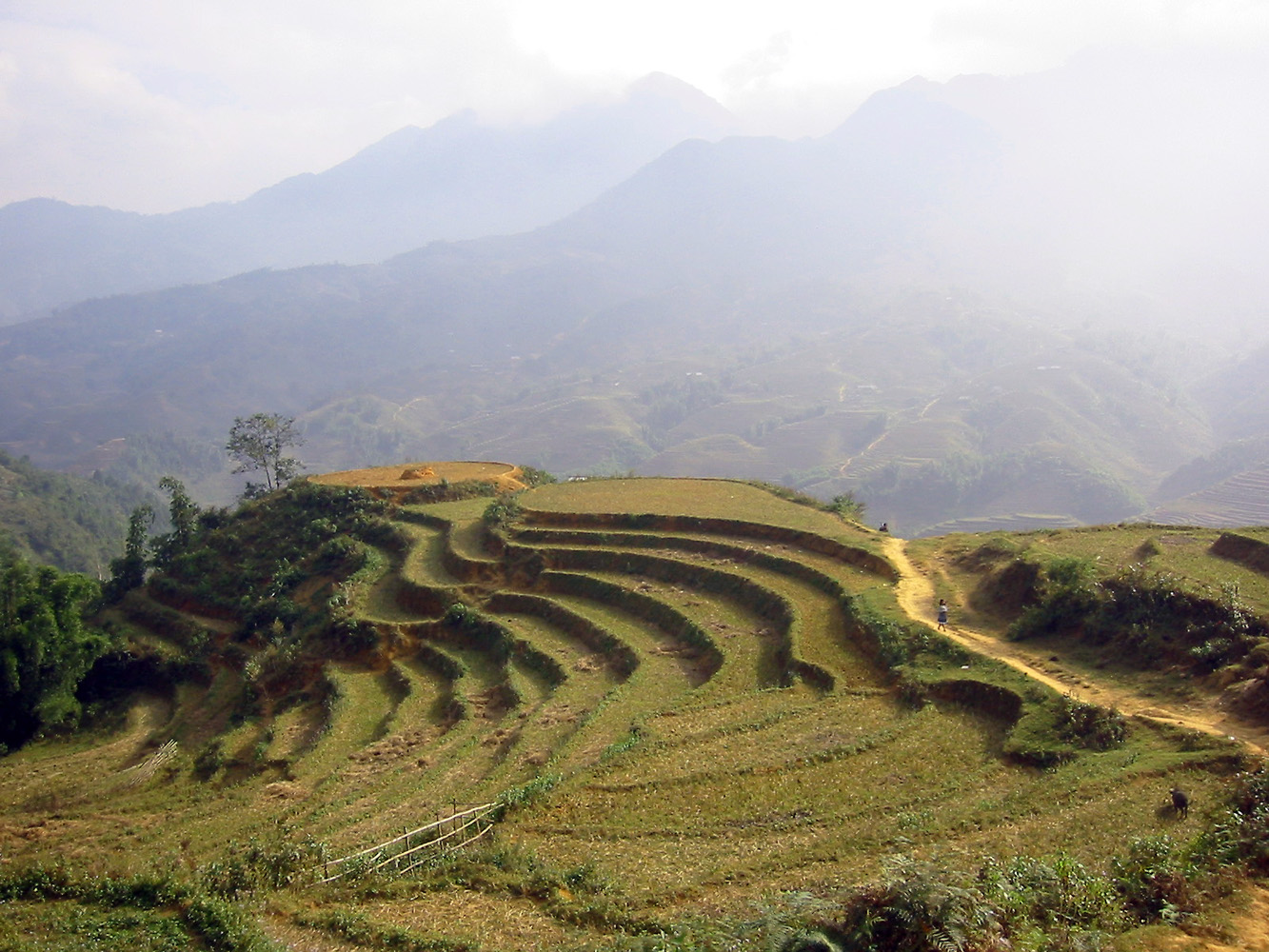
Reisterrassen bei Sa Pa
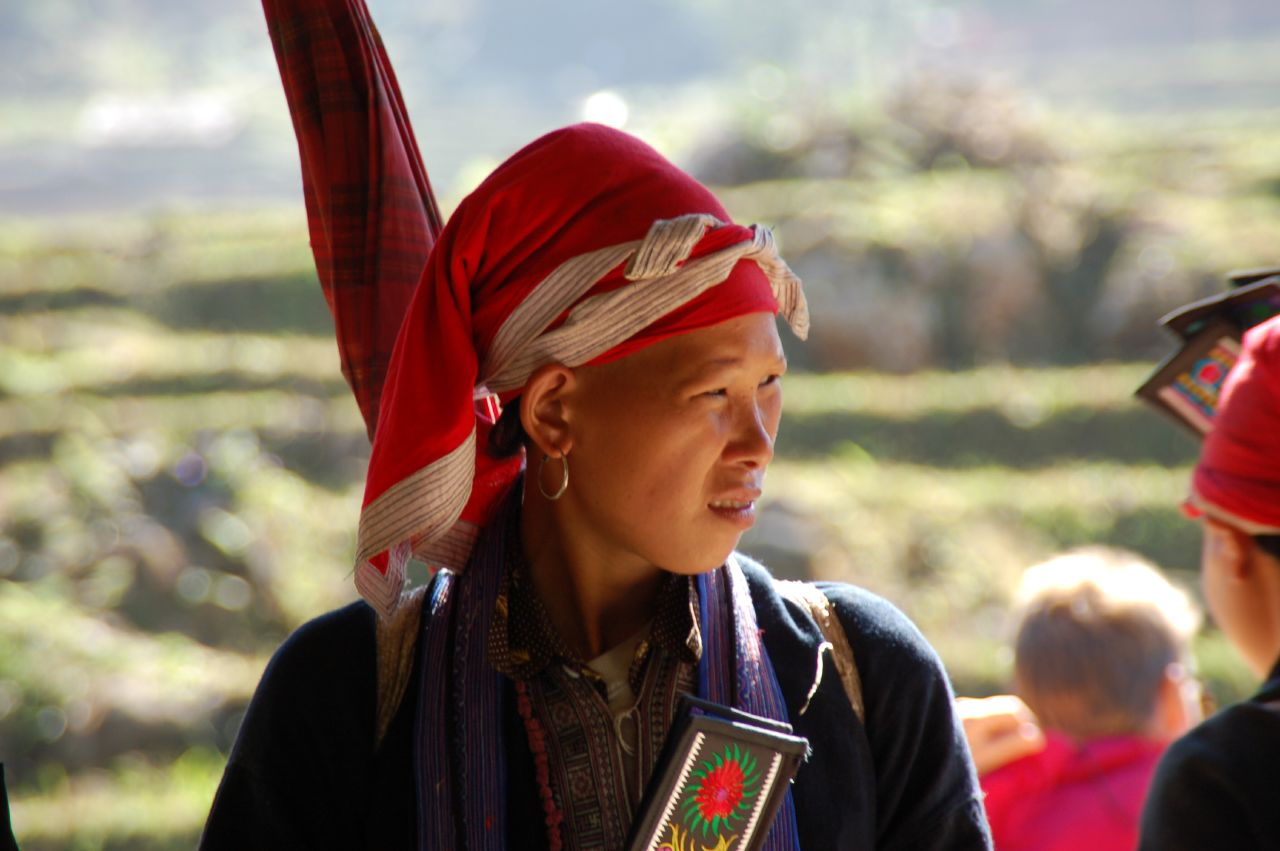
Frau der Dao
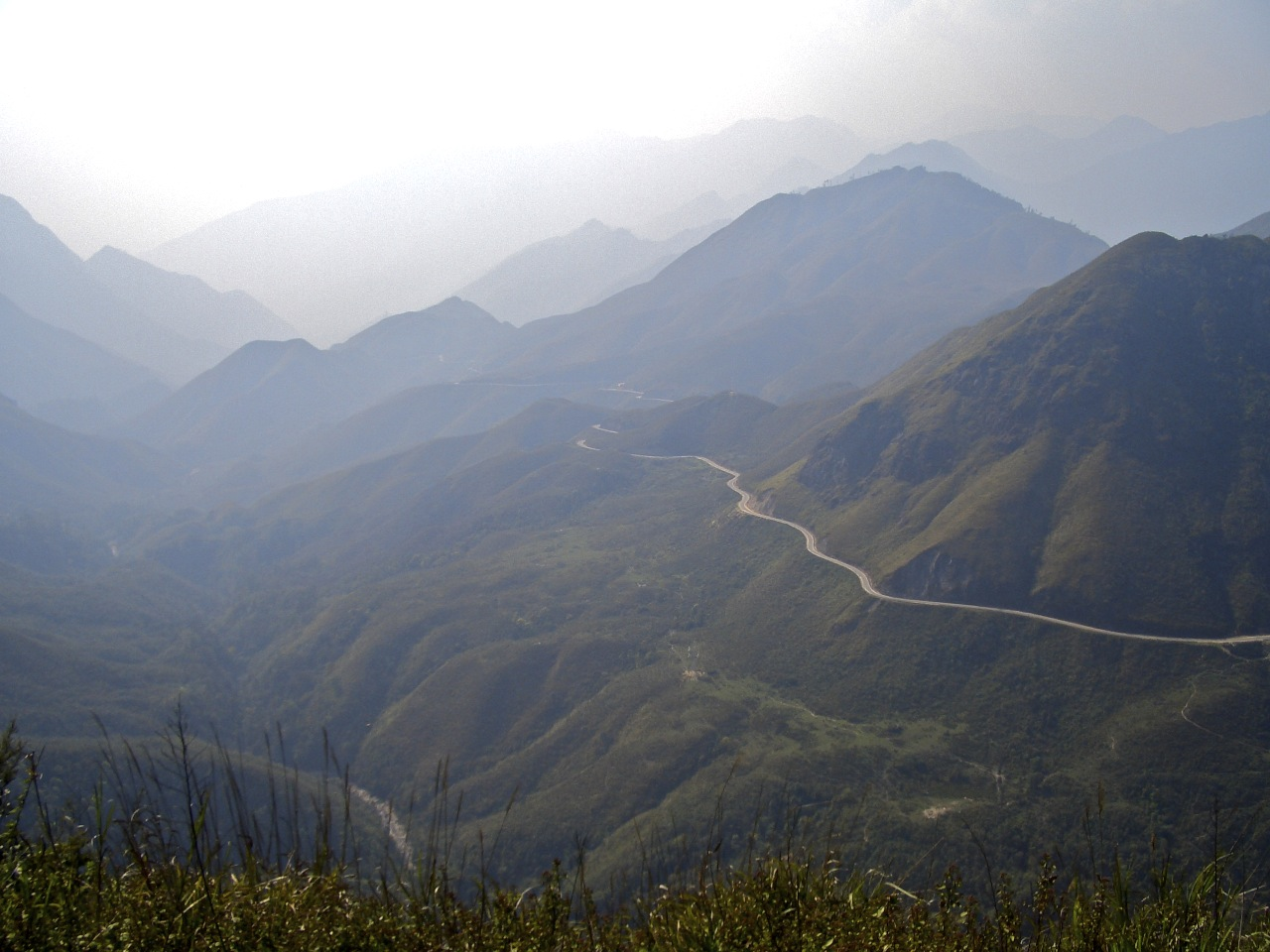
Bergstraße bei Sa Pa
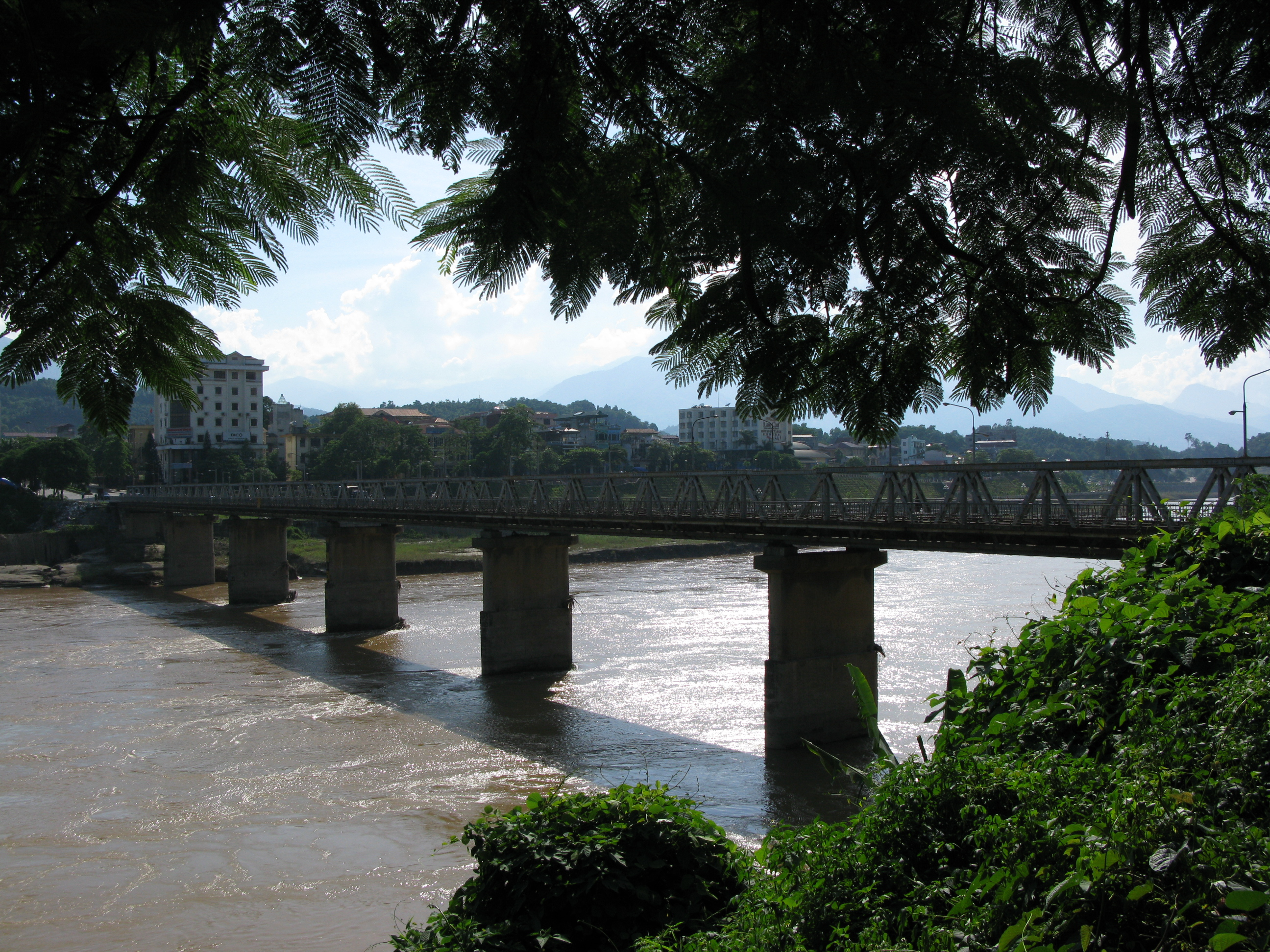
Cốc Lếu-Brücke in Lào Cai
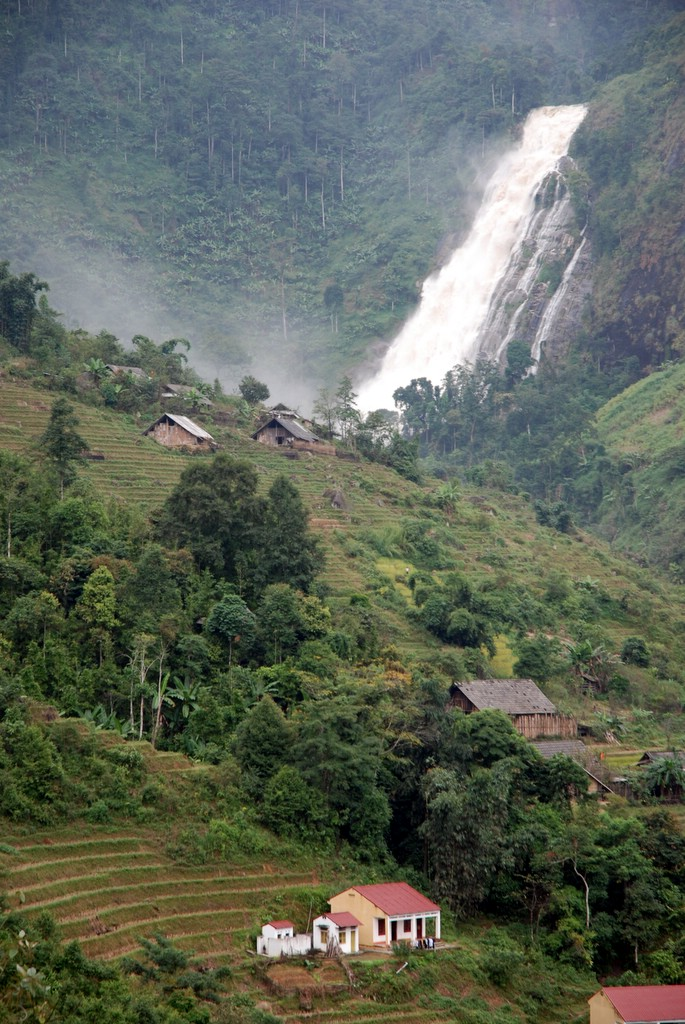
Thác Bạc-Wasserfall
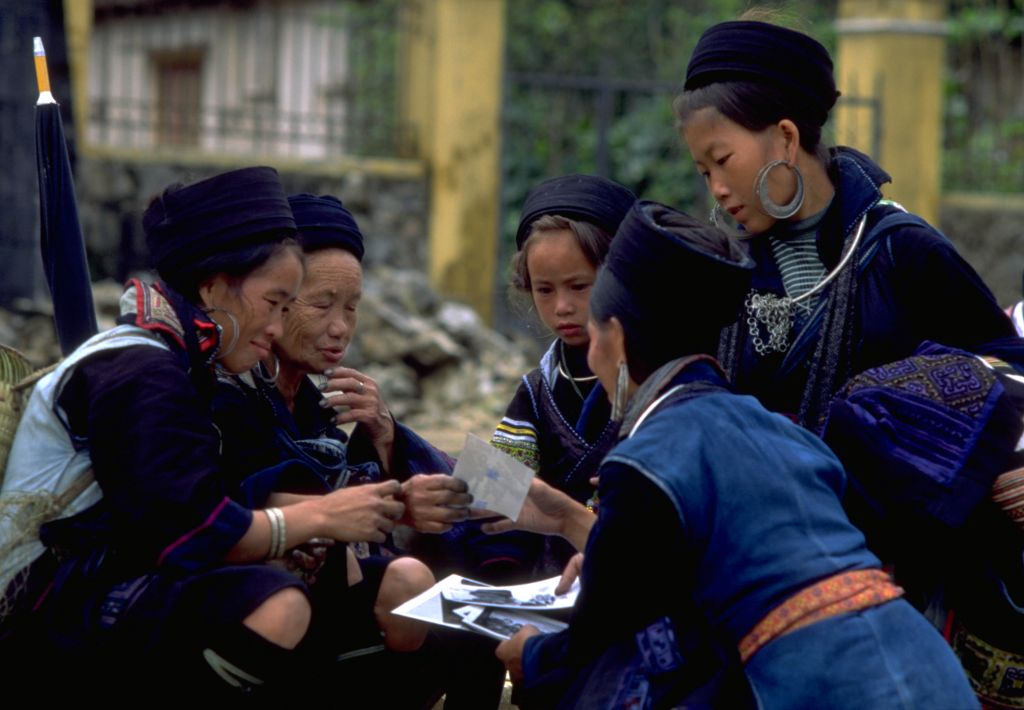
Schwarze H’Mông 1999
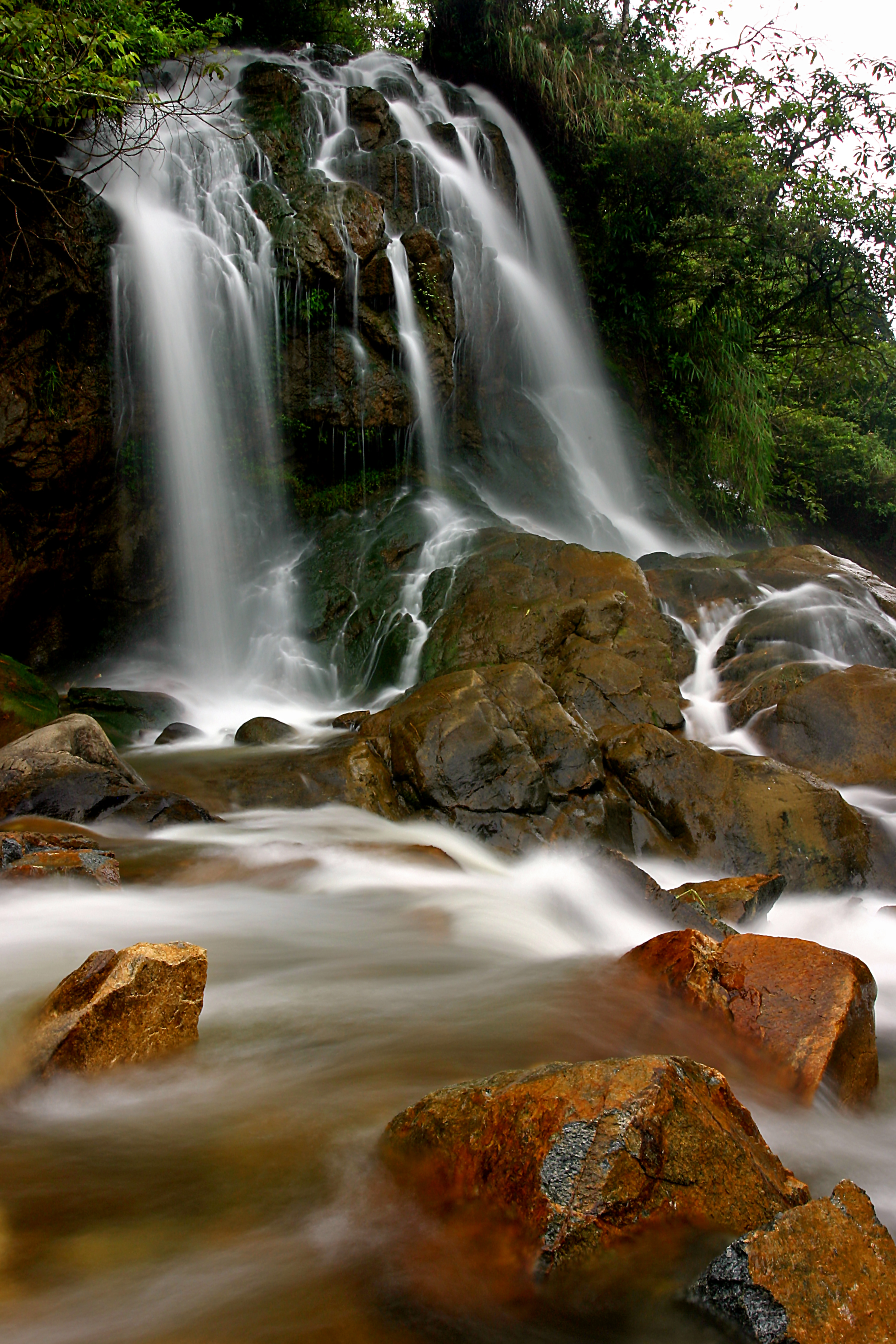
Wasserfall in Cát Cát
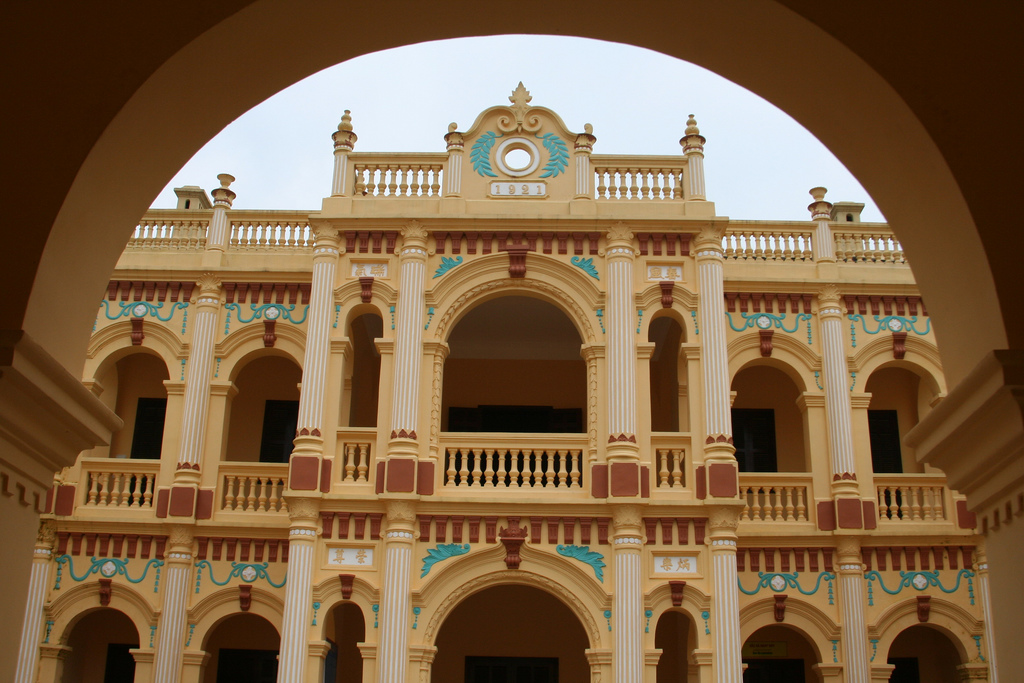
Palast in Bắc Hà
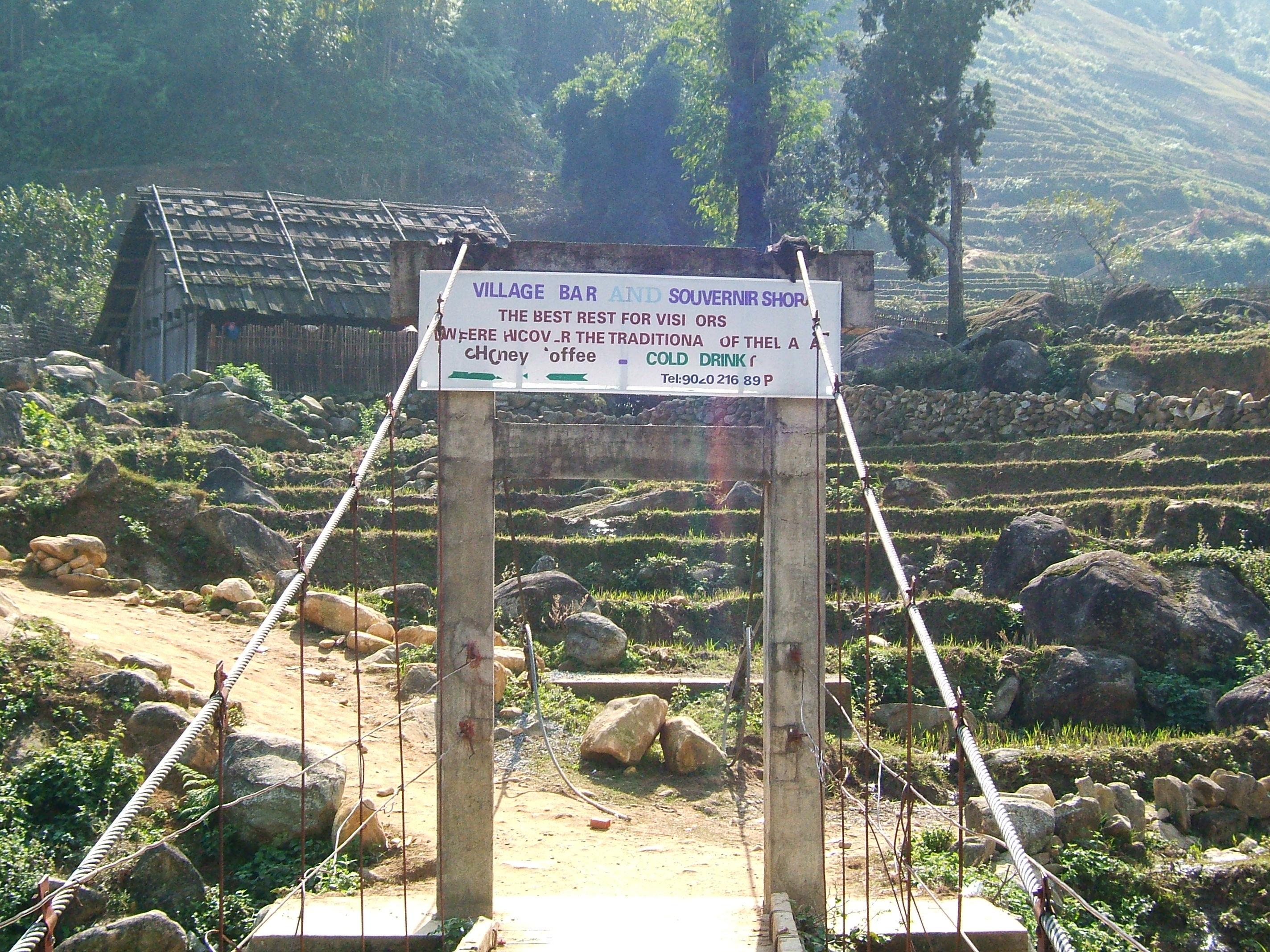
Dorfkneipe bei Sa Pa